# 月曜会 (日本陸軍)
月曜会（げつようかい）は、かつて大日本帝国陸軍の若手将校たちが開いた研究団体（1881年（明治14年）3月28日 - 1889年（明治22年）2月25日）。初め最新の軍事知識を研究することが目的だったが、後に陸軍主流派と対立する政治結社と化したため、政府の命令で解散に追い込まれた。

## 経過
1881年（明治14年）3月（または1月）、長岡外史を中心とする陸軍士官学校1期生と2期生の有志が会合を開き、組織したのが始まりだった。軍が薩摩・長州出身の藩閥に独占され、軍自体が進歩していない不満から立ち上がった月曜会は主旨に進んだ軍事知識の習得を掲げ、急速に入会者を増やし拡大した。
同じ時期に、反薩長・軍の反主流派であった4人の有力軍人（谷干城・曾我祐準・鳥尾小弥太・三浦梧楼）も政治活動で注目を集めていた。いわゆる四将軍派と呼ばれた彼等は傍流の政治家佐々木高行と組んで同年の開拓使官有物払下げ事件の批判、中正党の結成および国会開設の建白書提出などを行い、現役軍人でありながら政治介入する姿勢が危険視されていた。
4人が月曜会へ入会すると、1884年（明治17年）11月に堀江芳介が会長、四将軍派が顧問になり月曜会は軍での勢力を増していった。山縣有朋・大山巌と部下の桂太郎・川上操六ら軍の主流派に反発していた四将軍派が加わった月曜会は、研究団体から彼等を支持する政治結社に近い組織に変わり、軍内部は藩閥対月曜会の様相を呈していった。また、主流派に反感を抱いていた明治天皇が四将軍派に同情的だったこと、有力政治家の伊藤博文・井上馨が財政を圧迫する主流派の軍拡案、李氏朝鮮問題で清の戦争も想定した好戦的な主流派に反対していたことも月曜会に有利な材料となり、三浦は山縣らが根拠地にしている陸軍省から権力を奪い取るべく参謀本部・監軍部に権力を分散、かつトップに自分達を置いて軍の主導権を握ろうと企てた。天皇も彼等を起用するよう政府へ意見を述べ、三浦の軍縮案に賛成した伊藤・井上の接近で主流派は師団創設を始めとする軍拡案を延期、参謀本部の陸軍部次長に曾我が就任したことで四将軍派は軍掌握に近付いたかに見えた。
だが、思わぬ落とし穴があった。三浦は朝鮮問題を含めた軍縮案に、朝鮮を狙うロシアに対するイギリスの同盟を主張、軍備は日本に1年兵役制の「土着兵的護郷軍」を、朝鮮には1個師団を置くだけ、海軍は日本防衛の軍備だけでよいと主張したが、それは列強に対抗出来ない構想だった。一方、桂と川上の軍拡案は受け身よりも外へ向けて武力行使し列強と肩を並べることを重視、月曜会の将校達は後者に傾いていった。また、四将軍派の支持者である天皇・伊藤・井上はいずれも軍事の専門家ではなく、その軍事知識が現実に有効とはいえない点に月曜会の主旨と矛盾が生じた。山縣の部下児玉源太郎も軍人の政治介入に反対していたため四将軍派に否定的で、山縣・桂と組んで軍の制度改正を通して四将軍派の基盤を切り崩していった。
月曜会に動揺が現れたのは1885年（明治18年）、中心の長岡が桂らの招聘で来日していたドイツ帝国軍人クレメンス・メッケルの講義を受けてからだった。長岡ら月曜会は内容に大きなカルチャーショックを受け、一方の桂ら主流派は月曜会の最新知識習得という大義名分を獲得し主導権を確保、やがて月曜会は桂が幹事長を務める偕行社に取り込まれていった。
1886年（明治19年）に主流派と四将軍派の対立は頂点に達し、陸軍紛議と呼ばれる内紛が起こった。大山が陸軍大臣の権限拡大で監軍部の廃止、武官進級令の提出で年功序列による昇級を図り、そうはさせじと四将軍派が対立する中、大山は自分や文官を含めた多くの薩派の一斉辞職を盾に伊藤に要求実現を迫り、伊藤が妥協したため武官進級令は制定、監軍部は一旦廃止して再設置することにした。監軍部という拠点を失った四将軍派は陸軍を辞職、彼等が強化しようとした参謀本部は陸軍省の下におかれ、再設置された監軍部は山縣と大山の交替で有名無実にされ陸軍省の優位が確立した。そして、月曜会も1889年（明治22年）2月20日に大山から解散命令が出され、5日後の25日に解散した。かくして四将軍派は軍から排除されたが、政界へと活動拠点を移して藩閥との対立を継続していった。